# Pułki piechoty brytyjskiej

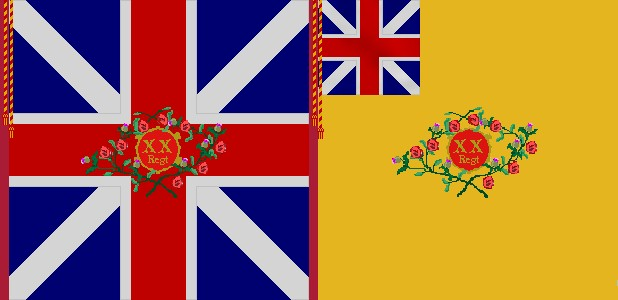
20 Pułk Piechoty (XVIII w.) – sztandary

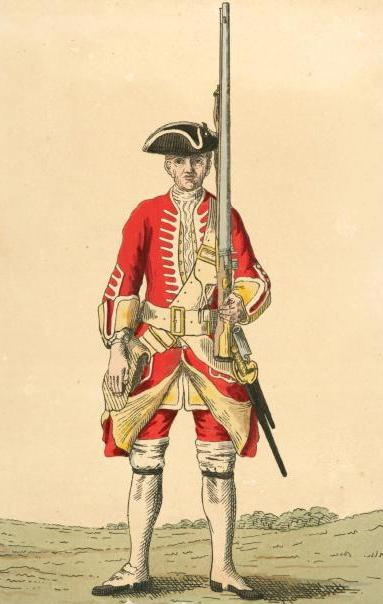
Żołnierz 20 Pułku Piechoty (1742)

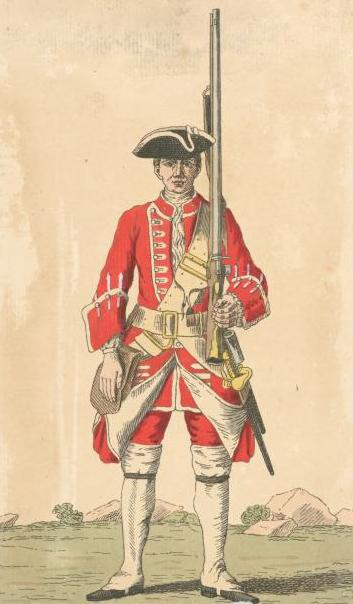
Żołnierz 33 Pułku Piechoty (1742)

Najstarszy brytyjski pułk piechoty utworzył w 1633 roku Karol I Stuart. Stała armia brytyjska jest w dużym stopniu dziełem Cromwella, dlatego nie nosi ona przymiotnika „Royal”, jak flota - Royal Navy. Oliver Cromwell zaczął ubierać piechurów w słynne czerwone kurtki (red coats - tak też byli potocznie nazywani sami żołnierze), które brytyjscy piechurzy nosili aż do połowy XIX wieku. Wiele pułków stworzono w 1685, w reakcji na rebelię Monmoutha. Do 1751 roku pułki nosiły nazwy pochodzące od nazwiska aktualnego dowódca. W 1751 zaczęto je numerować. W 1782 do numerów dodano nazwę hrabstwa, z którego rekrutują żołnierzy. W 1757 roku zlikwidowano pułki 50 i 52 co spowodowało, że dotychczasowe pułki 52 i 53 przejęły ich numerację, stając się 50. i 51. i w rezultacie wszystkie pułki o numerze wyższym niż 51 straciły po dwie cyfry.
Na początku XVIII wieku brytyjska stała armia liczyła około 26 000 żołnierzy. Było to niewiele w porównaniu z np. Austria (ok. 150 000 żołnierzy w tym czasie) czy Francją (ok. 200 000 żołnierzy w tym czasie). W przypadku wojny zaciągało się nowych. W czasie wojny o sukcesję hiszpańską ich liczba sięgała 55.000. W czasie wojny siedmioletniej było ich przeciętnie około 65.000. Zdolności mobilizacyjne były duże, o czym może świadczyć fakt, że przez szeregi armii brytyjskiej walczącej z buntownikami amerykańskimi (1776–1783) przewinęło się około 160 000 żołnierzy.
Często rekrutowano wśród pijaków czy nawet przestępców więc armia mimo swego ogromnego męstwa nie cieszyła się (poza kadrą oficerska) wielkim mirem wśród społeczeństwa. W czasie amerykańskiej wojny o niepodległość Brytyjczycy wygrali 70% bitew, a i wcześniej zwykle triumfowali nad przeciwnikiem nawet silniejszym liczebnie. Ciągle brakowało jednak należytej infrastruktury armijnej. Pod koniec wieku XVIII Henry Shrapnel wymyślił granat odłamkowy nazwany do dziś na jego cześć szrapnelem.
Kolejne wielkie reformy wojskowe miały miejsce w 1881 roku. Odtąd stale zwiększano liczbę batalionów w wielu pułkach.

## Pułki piechoty brytyjskiej

### 1 Pułk Piechoty
Najstarszy pułk w armii brytyjskiej. Założył go w 1633 sir John Hepburn na mocy edyktu Karola I Stuarta. Nosił wówczas nazwę Royal Regiment of Foot. Od 1751 przemianowany na 1 Pułk Piechoty. Żołnierze pułku walczyli w drugiej połowie XVII wieku przeciw Holendrom. Brali udział w wielkich bitwach XVIII wieku; pod Schellenberg i Blenheim (1704), Ramillies (1706), Oudenarde (1708) Malplaquet (1709), Fontenoy (1745), Culloden (1746). Brał udział w wyprawie na Puerto Bello (1740). W czasie wojny siedmioletniej (1756-1763) służył w Ameryce.

### 2 Pułk Piechoty
Przed 1751 znany był jako pułk tangerski. Został utworzony 14 października 1661 jako załoga dla Tangeru, który był posagiem żony Karola II Stuarta, księżniczki portugalskiej. W latach 1703-1715 znany był jako Queen’s Royal Regiment of Foot, od 1715 do 1727 Princess of Wales's Own Regiment of Foot, a od 1727 do 1751 Queen’s Own Regiment of Foot

### 3 Pułk Piechoty
Pułk istniał już w latach 1572-1648 jako Thomas Morgan’s Company of Foot, The London Trained Bands. Znany przydomek „Old Buffs” („Starzy Beżowi”) zyskali po bitwie pod Dettingen (1743). Od 1751 zwany był 3 Pułkiem Piechoty. Dziś - Royal East Kent Regiment.

### 4 Pułk Piechoty

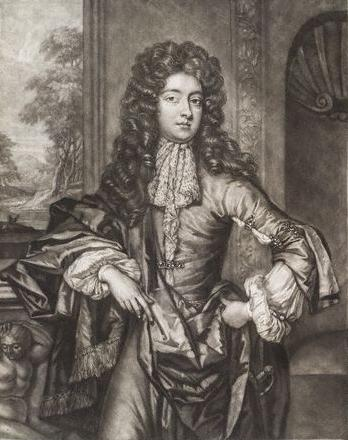
Charles FitzCharles, 1. hrabia Plymouth, pierwszy dowódca 4 pułku

Utworzony w 1680 r. jako Pułk Piechoty hrabiego Plymouth lub 2 Pułk Tangierski. Pułk brał udział w oblężeniu Namur w 1695 r. oraz w zdobyciu Gibraltaru w latach 1704–1705. Od 1755, gdy wprowadzono numeracje pułków roku znany jako 4 pułk piechoty.
Brał udział w walkach na Gwadelupie w 1759 r. i na Saint Lucia w 1778 r. Podczas wojen napoleońskich pułk walczył w Hiszpanii i Portugalii. W latach 1832–1837 stacjonował w Australii. Rozwiązany w 1959 r.

### 5 Pułk Piechoty
Utworzony w 1674 roku jako Pułk Irlandzki (Irish Regiment). Walczył z kolonistami w Ameryce. Brał udział w bitwie o Bunker Hill (1775).

### 6 Pułk Piechoty

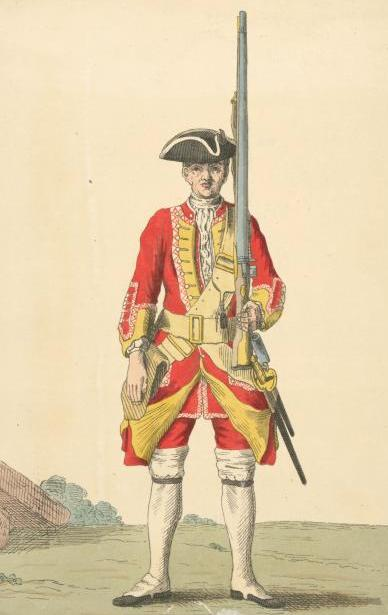
Żołnierz 6 Pułku Piechoty (1742)

Został utworzony w tym samym roku co poprzedni. W czasie wojny o hiszpańską sukcesję (1701-1714) walczyli pod Barceloną w 1706 i Almansą w 1707.

### 7 Pułk Piechoty
George Legge, 1. baron Dartmouth (ok. 1647–1691) utworzył go w 1685 roku z dwóch kompanii pełniących swą służbę przy Tower of London.

### 8 Pułk Piechoty
Stworzony jako: Princess Anne of Denmark's Regiment of Foot w 1685 roku. Brał udział w niemal wszystkich ważniejszych starciach wojny o hiszpańską sukcesję, wojny o austriacką sukcesję, wojny siedmioletniej, amerykańskiej wojny o niepodległość, rewolucyjnych i napoleońskich.

### 9 Pułk Piechoty
Utworzony w 1685 roku w odpowiedzi na rebelię księcia Monmoutha. W latach 1751–1881 istniał jako 9 Pułk. W 1762 zdobywał Hawanę na Hiszpanach. Od 1881 Norfolk Regiment. Od 1964 Royal Anglian Regiment.

### 10 Pułk Piechoty

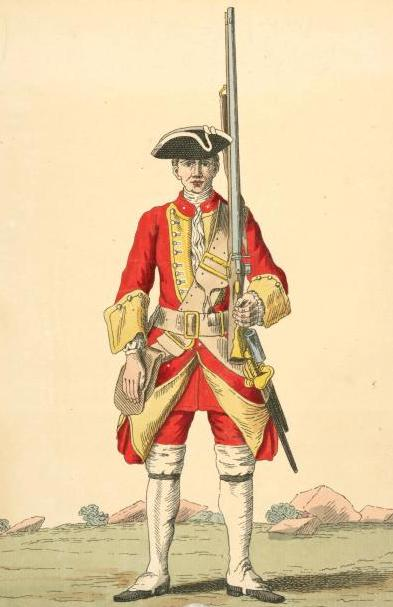
Żołnierz 10 Pułku Piechoty (1742)

Utworzony w 1685 roku. Brał udział w ważniejszych starciach wojny o hiszpańską sukcesję (1701-1714), a w XIX walczył w Indiach z powstaniem Sipajów.

### 11 Pułk Piechoty
Powstał w Bristolu w 1685 r. pod nazwą „muszkieterzy księcia Beaufort” (Duke of Beaufort’s Musketeers). Jeszcze w tym samym roku wziął udział w walkach z rebelią księcia Monmouth. W 1689 r. walczył w Irlandii – brał udział w oblężeniu Londonderry i bitwie nad Boyne. W 1743 r. brał udział w bitwie pod Dettingen. W 1751 r. otrzymał nazwę „11 pułk piechoty”.
W maju 1958 r. pułk Devonshire został połączony z Pułkiem Dorset, tworząc Pułk Devonshire i Dorset.

### 12 Pułk Piechoty
12 Pułk Piechoty znany też jako Suffolk Regiment powstał w 1685 roku. Od 1751 zwany 12 Pułkiem Piechoty.

### 13 Pułk Piechoty

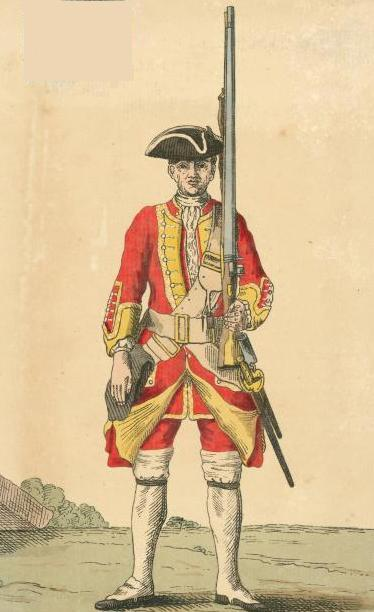
Żołnierz 13 Pułku Piechoty (1742)

12 Pułk Piechoty znany też jako Earl of Huntingdon's Regiment of Foot powstał w 1685 roku. Od 1751 zwany 13 Pułkiem Piechoty.

### 14 Pułk Piechoty
Utworzony w 1685 roku przez sir Edwarda Halesa. W 1727 bronił Gibraltaru przeciw Hiszpanom. Obecnie West Yorkshire Regiment.

### 15 Pułk Piechoty
Również utworzony w 1685 r. Służył przez 3 stulecia.

### 16 Pułk Piechoty
Pod nazwą The Bedfordshire Regiment do 1919 r.

### 17 Pułk Piechoty
Utworzony w 1688 r. W latach 1701-1709 walczył w wojnie o sukcesję hiszpańską. W 1709 powrócił do Anglii. W 1725 przeniesiony na wyspę Minorkę, a w 1776 do Bostonu.

### 18 Pułk Piechoty
Pułk sformował w roku 1684 hrabia Granard. Od 1695 zwano go Royal Regiment of Ireland. Przez większość wojny siedmioletniej (1756-1763) przebywał w Irlandii. 11 lipca 1767 żołnierze pułku przybyli do Filadelfii w Ameryce pod dowództwem płk. Johna Wilkinsa. Później brali udział w wojnie przeciw zbuntowanym kolonistom.

### 19 Pułk Piechoty

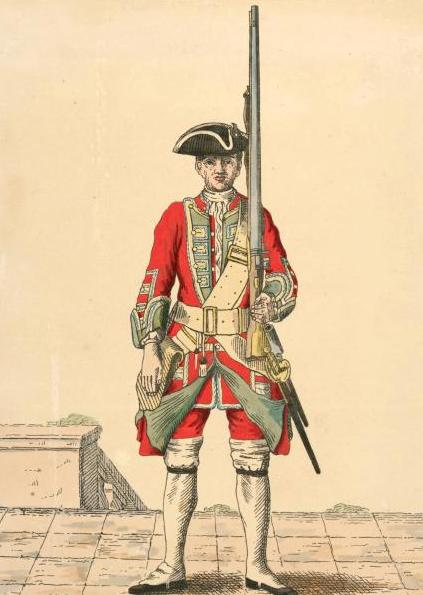
Żołnierz 19 Pułku Piechoty (1742)

Brytyjski 19 Pułk Piechoty sformowano w roku 1688 w Devon. Do 1751 roku znany pod różnymi nazwami, ponieważ w tych czasach nazywano pułki od nazwisk dowódców; np. w latach 1744-1751 nazywano go: The Green Howards, ponieważ dowodził nim wówczas płk sir Charles Howard. Po 1751 roku nazwany po prostu 19 pułkiem piechoty: 19th Regiment of Foot.

### 20 Pułk Piechoty
Pułk sformowano w roku 1688 w Devon. Jego twórca i pierwszym dowódca był sir Richard Peyton, dlatego nazywano ten pułk: Peyton's Regiment of Foot. Pułk brał udział w bitwie pod Dettingen w czerwcu 1743 i w bitwie pod Fontenoy w maju 1745.
W roku 1751 przemianowano go na 20 Pułk Piechoty; 20th Regiment of Foot. Żołnierze tego pułku wykazali się dzielnością w wojnie siedmioletniej (1756-1763). Sławę przyniosła mu bitwa pod Minden (1 sierpnia 1759), podczas której jego żołnierze wytrzymali szarżę kawalerii francuskiej i rozbili ją. Później jeszcze dwukrotnie pułk zmieniał nazwę na; East Devonshire Regiment w 1782 i Lancashire Fusiliers w 1881. Ostatecznie w 1968 roku połączono go z trzema innymi pułkami fizylierów i tak powstał istniejący do dziś Royal Regiment of Fusiliers.

### 24 Pułk Piechoty
Utworzony w 1689 roku, jako Sir Edward Dering's Regiment of Foot, potem zmieniał nazwy kiedy zmieniał dowódcę. Od 1751 roku - 24 Pułk Piechoty; 24th Regiment of Foot Od 1782 roku znany jako Warwickshire Regiment of Foot.
W czasie wojny o ucho Jenkinsa pułk uczestniczył w walkach na Karaibach i wyprawie na Kartagenę.
W 1758 roku pułk brał udział w ataku na francuskie wybrzeże i przegranej bitwie pod Saint Cast.

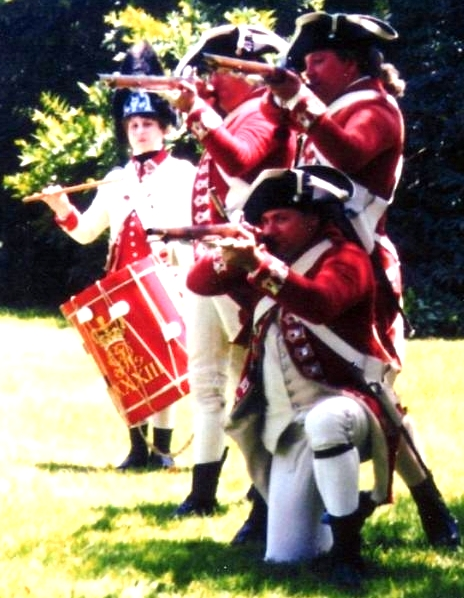
fani wojskowości w mundurach 33 pułku z czasów wojny o niepodległość USA

### 45 Pułk Piechoty

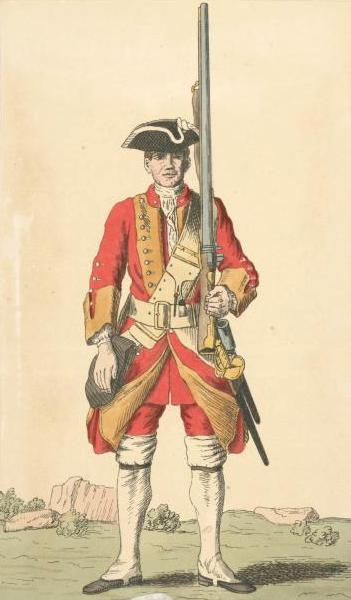
Piechur brytyjski z 45 Pułku Piechoty (1742)

45 Pułk Piechoty Nottinghamshire (ang. 45th (Nottinghamshire) Regiment of Foot) – pułk piechoty brytyjskiej sformowany jako 45 Pułk Piechoty (45th Regiment of Foot). W 1758 rozwinięto jego nazwę do 45 Pułk Piechoty Nottinghamshire. Jego żołnierze walczyli m.in. w działaniach zbrojnych okresu amerykańskiej wojny o niepodległość i wojen napoleońskich. Oddział przestał istnieć w 1881, kiedy to w ramach tzw. Childers Reforms z 45 i 95 Pułku Piechoty powstał oddział o nazwie The Sherwood Foresters (Nottinghamshire and Derbyshire Regiment).

### 50 (52) Pułk Piechoty

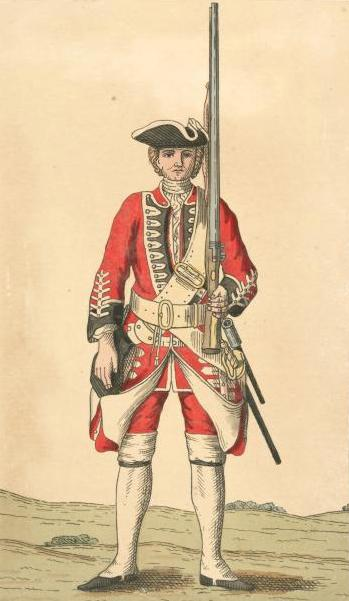
Piechur brytyjski z 50 Pułku Piechoty (1742)

50 Pułk Piechoty istniał od 1755 do 1881 roku.
Pierwotnie znany jako 52nd Regiment of Foot, w 1757 gdy rozwiązano regimenty 50 i 51, został pułkiem 50. W 1757 żołnierze pułku brali udział w atakach na francuskie wybrzeże, a od 1760 walczyli w Niemczech.

### 54 (56) Pułk Piechoty
54 Pułk Piechoty West Norfolk (ang. 54th (West Norfolk) Regiment of Foot) – pułk piechoty brytyjskiej sformowany w 1755 jako 56 Pułk Piechoty (56th Regiment of Foot). Numer 54 zyskał w momencie, gdy przestały istnieć pułki piechoty 50 i 51. 31 sierpnia 1782 rozwinięto jego nazwę do 54 Pułk Piechoty West Norfolk. Jego żołnierze walczyli w czasie wojen napoleońskich w Hiszpanii i na Półwyspie Krymskim.
Oddział przestał istnieć w 1881, kiedy to w ramach tzw. Childers Reforms wraz z 37 Pułkiem Piechoty Dorsetshire stworzył Pułk Dorset (The Dorset Regiment).

### 55 Pułk Piechoty

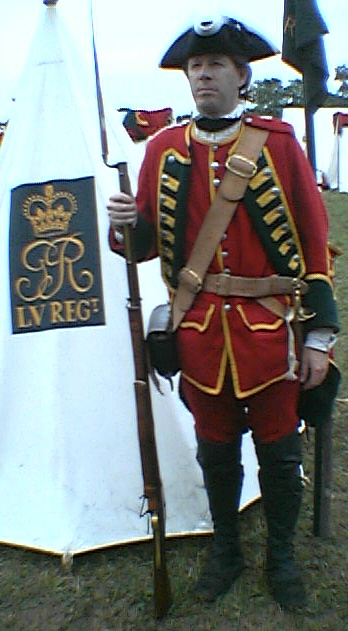
Hobbysta w stroju żołnierza 55 pułku z 1757 roku

Żołnierze tego pułku brali udział w bitwach wojny siedmioletniej.

### 56 (58) Pułk Piechoty
56 Pułk Piechoty West Essex (ang. 56th (West Essex) Regiment of Foot) – pułk piechoty brytyjskiej sformowany w 1755 jako 58 Pułk Piechoty (58th Regiment of Foot). Numer 56 uzyskał 25 grudnia 1756, kiedy to rozwiązano pułki o numerach 50 i 51. 56 Pułk Piechoty West Essex przestał istnieć w 1881, kiedy to w ramach tzw. Childers Reforms wraz z 44 Pułkiem Piechoty East Essex stworzył Pułk Essex (The Essex Regiment).

### 57 (59) Pułk Piechoty
57 Pułk Piechoty West Middlesex (ang. 57th (West Middlesex) Regiment of Foot) – pułk piechoty brytyjskiej sformowany w 1755 w Gloucester jako 59 Pułk Piechoty (59th Regiment of Foot). Numer 57 uzyskał 25 grudnia 1756, kiedy to rozwiązano pułki z numerami porządkowymi 50 i 51. W 1758 rozwinięto jego nazwę do 57 Pułk Piechoty West Middlesex. Jego żołnierze walczyli w czasie wojen napoleońskich w Hiszpanii. W 1826 przetransportowany do Australii a w 1830 do Madrasu na Półwyspie Indyjskim. Walczyli również na Półwyspie Krymskim i w Nowej Zelandii. Oddział przestał istnieć w 1881, kiedy to w ramach tzw. Childers Reforms z 57 i 77 Pułku Piechoty powstał Pułk Middlesex (The Middlesex Regiment).

### 67 Pułk Piechoty
67 Pułk Piechoty South Hampshire (ang. 67th (South Hampshire) Regiment of Foot) – pułk piechoty brytyjskiej sformowany w kwietniu 1758 z II batalionu 20 Pułku Piechoty (2nd Battalion, 20th Regiment of Foot).
W 1782 do nazwy pułku dodano hrabstwo South Hampshire. Oddział przestał istnieć w 1881.

### 82 Pułk Piechoty
82 Pułk Piechoty Ochotników im. Księcia Walii (ang. 82nd Regiment of Foot (Prince of Wales's Volunteers)) – pułk piechoty brytyjskiej sformowany w 1793 jak 82 Pułk Piechoty (82nd Regiment of Foot). W 1802 włączono do niego Pułk Ochotników im. Księcia Walii (ang. The Prince of Wales's Volunteers), przez co oddział na wiele lat zyskał swoją dłuższą nazwę. 82 Pułk Piechoty Ochotników im. Księcia Walii przestał istnieć w 1881.

### 89 Pułk Piechoty
Sformowany 3 grudnia 1793. Jego żołnierze walczyli w Irlandii w 1798 pod dowództwem Lorda Andrew Thomasa Blayneya.
Następnie wzięli udział w wojnach napoleońskich na Półwyspie Iberyjskim